# Хормозган
Хормозган (на персийски: هرمزگان) е един от 31 остани (провинции) на Иран. Разположен е в южната част на страната и е с площ 70 697 km2. Населението наброява над 1.5 млн. души, 50% от които живеят в градовете на остана. Административният център на провинцията е град Бандар Абас.

## География
Хормозган е с площ 70 697 km2, намира се в южната част на Иран и има около 1000 км брегова ивица, излизаща на Персийски залив, Ормузки проток и Омански залив. Територията на остана включва 14 острова, сухопътната граница е с останите Систан и Балучестан, Керман, Фарс и Бушер.
По-голямата част на провинцията е заета от планините на южното продължение на масива Загрос и само крайбрежните територии са равнинни и ниски.
Климатът е сух и горещ в планинските райони, влажен и горещ в равнинните. Не се различават четирите годишни сезона, а са характерни само два: топъл, чиято продължителност е около 9 месеца, и хладен. Топлият сезон започва в края на март. През месеците юли и август максималните дневни температури стигат до стойности над 45 °C. Хладният сезон започва към края на ноември. Минималните температури през този период рядко стигат до 0 °C, обичайните дневни температури са около 10 °C. Валежите са през хладния сезон. Те са редки, но обилни и често причиняват щети.

## Административно деление
Всеки остан в Иран административно се дели на шахрестани. Шахрестан се състои от по-малки административни единици – бахши. Бахшите включват градове и дехестани. Административният център на шахрестан е град, който носи името на шахрестана. Броят на шахрестаните в Хормозган е 13. Административният център на остана е град Бандар Абас.
| Карта на Хормозган | Шахрестан | Население | Градове | Бахш/Дехестан |
| ------------------ | --------- | --------- | ------- | ------------- |
|                    |           |           |         |               |
| Абумуса            | 5263      | 1         | 2/2     |               |
| Бастак             | 65 716    | 2         | 3/8     |               |
| Бандар Абас        | 498 644   | 2         | 4/10    |               |
| Бандар Ленге       | 113 625   | -         | 3/8     |               |
| Джаск              | 44 534    | 1         | 2/5     |               |
| Хаджиабад          | 62 442    | 2         | 3/6     |               |
| Рудан              | 104 222   | 3         | 4/10    |               |
| Гешм               | 103 881   | 4         | 3/8     |               |
| Парсиан            | 37 369    | 1         | 2/4     |               |
| Минаб              | 254 304   | 4         | 4/11    |               |
| Хамир              | 47 545    | 2         | 2/5     |               |
| Башагард           | -         | 1         | 3/6     |               |
| Сирик              | -         | 2         | 2/4     |               |

Башагард е бивш бахш на Джаск, получава статут на шахрестан през 2006 г. Сирик е отделен от Минаб и става шахрестан през 2007 г.

## Население
Съгласно националното преброяване през 2011 г. населението на провинцията е 1 578 183 души, от които 788 471 души живеят в градовете, 67,1% са на възраст между 15 и 64 години, 3,9% са над 65 години и 29% са под 15 години. Средният годишен приръст на населението между 2006 и 2011 г. е 2,37%, плътността е 22 души/km2. 83,67% от населението на Хормозган е грамотно (възрастова група над 6 г.).
Основните етнически групи са персийци, белуджи и араби и се говори на местните диалекти на съответните езици.

## Икономика
В градовете Бандар Абас и Парсиан и на островите Киш и Гешм се намират свободни икономически зони. Развити са произвеждащите отрасли, търговията, туризмът и традиционните ръчни занаяти.

### Селско стопанство
Земеделският отрасъл произвежда зеленчуци, тиквови и бобови, от плодовете голям дял заемат цитрусовите. Климатичните условия в някои шахрестани са благоприятни за отглеждането на фурми. Около 40 000 ha са заети с над 4 млн. финикови палми и провинцията е известна в Иран с разнообразието и качеството на местните сортове. Животновъдството е концентрирано върху отглеждането на местна порода кози.

### Индустрия
Крайморското разположение и наличието на големи залежи газ, петрол, хромити, гипс, желязна руда и др. са в основата на риболовната, миннодобивната, нефтопреработвателната промишлености. В остана има корабостроителници, предприятия за производство на рибни продукти, металургични заводи. Газ и петрол се добиват на няколко места в остана. В Бандар Абас и на островите Киш и Лаван има нефтени терминали.

### Транспорт
Пристанища с търговско-икономическо значение се намират в градовете Бандар Абас, Бандар Ленге, Джаск, Чарак, Хамир и на островите Гешм и Киш.
Провинцията Бандар Абас е включена в пътната мрежа на страната чрез свързващия с Техеран първокласен автомобилен път. Останалите пътища са второкласни, част от тях са без настилка.
Железопътните комуникации на остана осигуряват превоз на товари и пътници от юг до северните райони на Иран, а също така и техен транзит в страните от Централна Азия.
Бандар Абас е свързан с няколко столици на остани и гранични градове посредством железопътната линия, минаваща през Техеран:
- град Сарахс в провинцията Разави Хорасан. Дължината на тази линия е 2540 km, годишен капацитет за превоз на товарите е 3 млн.тона.
- пристанищните градове Амирабад (провинция Мазандаран) и Торкаман (провинция Голестан) на Каспийско море. Дължините на линиите са съответно 1878 и 1947 km, годишен капацитет за превоз на товарите по всяка от тях е 1 млн.тона.
- град Табриз, административен център на провинция западен Азербайджан, с последващо разклонение към Джулфа в Нахичеван или град Рази (провинция Разави Хорасан) на границата с Турция. Двете линии са дълги около 2500 km и имат годишен капацитет 2 млн.тона.
- Машхад, административен център на провинция на провинция Разави Хорасан, град Лотфабад на границата с Туркмения. Линията е дълга 1665 km и има годишен капацитет 3 млн.тона.

В провинцията има летища в градовете Бандар Абас, Кищ, Гешм, Бандар Ленге.

## Образование
- Медицински университет на Бандар Абас
- Хормозгански университет
- Университет на Киш (филиал на Технически университет Шариф)
- Институт за висше образование на Гешм
- Исламски свободен университет на Бандар Абас
- Хормозгански университет Паям-е Нур
- Рудански исламски свободен университет
- Исламски свободен университет на остров Гешм

## Забележителности
В националния списък на културното наследство на Иран са включени над 200 архитектурни и исторически обекти и природни забележителности на Хормозган. Сред тях са старинни джамии, крепости от различни епохи, паметници на португалското и холандското присъствие, традиционни водни резервоари Аб анбар, топли минерални извори и др. Два биосферни резервата са включени в програмата „Човекът и биосфера“ на ЮНЕСКО – мангровите гори Хара и районът Гено, границата между южния край на Загрос и региона на Персийския залив.
- Подземен град на остров Киш
- Старинна баня в Бастак
- Пещери Хорбес на остров Гешм
- Руини на португалска крепост на остров Гешм
- Кален вулкан в шахрестан Джаск